# Švédská teorie lásky
Švédská teorie lásky (v originále The Swedish Theory of Love) je dokumentární film švédského režiséra Erika Gandini z roku 2015. Zabývá se současnou společenskou situací švédské společnosti, popisovanou jako společnost jednotlivců, která klade na první místo nezávislost každého občana před tradičními rodinným hodnotami. Způsobenou politickým program „Rodina budoucnosti" s počátkem v roce 1972. 
V březnu 2016 byl snímek uveden na festivalu dokumentárních filmů s lidskoprávní tematikou Jeden svět.